# Yes, And?
«Yes, And?» (с англ. — «Да, и?») — песня, записанная американской певицей Арианой Гранде. Она была выпущена 12 января 2024 года на лейбле Republic в качестве лид-сингла с седьмого студийного альбома исполнительницы под названием Eternal Sunshine (2024). Композиция является своеобразным ответом на множество негативных комментариев про Гранде в социальных сетях.
Критики высоко оценили продакшн песни и отметили вдохновение, почерпнутое из сингла Мадонны «Vogue» (1990). В США «Yes, And?» дебютировала на вершине чарта Billboard Hot 100, став шестым дебютом Гранде на первом месте и её восьмым синглом номер один в целом, а также её 21-м треком, вошедшим в топ-10 чарта. Кроме того, песня принесла Гранде её третий сингл номер один в чарте Billboard Global 200. В остальном мире трек занял первое место ещё в 10 странах и вошёл в топ-10 в двадцати восьми других.
Музыкальное видео на сингл, снятое режиссёром Кристианом Бреслауэром, было выпущено одновременно с синглом. Видео вдохновлено клипом Полы Абдул на песню «Cold Hearted» (1989) и изображает Гранде, исполняющую номер для группы недовольных критиков, которых ей в итоге удаётся покорить. Ремикс на песню с участием американской певицы Мэрайи Кэри был выпущен 16 февраля 2024 года. «Yes, And?» получила номинацию в категории «Лучшая танцевальная поп-запись» на 67-й ежегодной церемонии вручения премии «Грэмми».

## Предыстория
В ноябре 2021 года, более чем через год после выпуска её коммерчески успешного и хорошо принятого шестого студийного альбома Positions (2020), Гранде получила роль Глинды Апланд в экранизации бродвейского мюзикла «Злая». В конце 2021 года она также появилась в 21-м сезоне шоу «Голос» в качестве наставника. В мае 2022 года певица заявила, что не будет записывать ещё один альбом, пока не закончатся съёмки фильма «Злая» (2024). В октябре 2023 года Гранде поделилась в своем Instagram фотоснимком со шведским продюсером и давним соавтором Максом Мартином.
7 и 17 декабря 2023 года Гранде поделилась несколькими фотографиями и видеороликами, на которых она и члены её команды работают в студии звукозаписи. 27 декабря Ариана подтвердила выход альбома в 2024 году в своём аккаунте в Instagram.
Начиная с 4 января 2024 года она намекала на название заглавного сингла, нося вне дома толстовку с надписью «Yes, And?». Подтверждение этому было получено 7 января, когда её интернет-магазин открыл предзаказ на физические копии сингла.
Певица описала песню как гимн дружбы, позже опубликовав обложку сингла в Instagram вместе с датой его выхода, 18 января. Гранде рассказала, что выбрала «Yes, And?» в качестве лид-сингла потому, что считала его «всеобъемлющим, вроде как: „Что за чёрт?“», и добавила, что песня «открывает нам множество путей для дальнейшего развития». Артистка отметила: «Это что-то вроде формулы „Thank U, Next“ так как песня вышла первой, потому что так было нужно».

## Видеоклип
19 декабря 2023 года Ариана Гранде была замечена во время неких съёмок. Позднее, 11 января 2024 года, певица опубликовала тизер к клипу на песню. В нём изображена аббревиатура «AG7» — отсылка к её тогда ещё не названному седьмому студийному альбому. Также в тизере демонстрируются географические координаты 41,0359° N, 71,9545° W, указывающие на Монтоук, штат Нью-Йорк, одно из ключевых мест съёмок фильма «Вечное сияние чистого разума» (2004). Гранде давно является поклонницей Джима Керри, исполнившего главную роль в фильме. Это послужило пасхалкой к названию альбома Eternal Sunshine.
Видеоклип на «Yes, And?» был снят режиссёром Кристианом Бреслауэром в Большом зале Powerhouse Arts в Бруклине, Нью-Йорк. Видео вышло на канале Гранде на YouTube 12 января через десять часов после релиза песни. Визуальный стиль был вдохновлён видеоклипом Полы Абдул «Cold Hearted» (1989), который, в свою очередь, черпал вдохновение в хореографии Боба Фосса для сцены «Take Off with Us» в фильме «Весь этот джаз», а также атмосферой конца 1980-х годов.
В одной из сцен видеоклипа показаны несколько статуй Гранде. Калли Альгрим и Лорен Эдмондс из Business Insider отметили, что они отсылают к обложкам её предыдущих альбомов, включая Yours Truly (2013), My Everything (2014) и Thank U, Next (2019).

## Отзывы
«Yes, And?» получила признание музыкальных критиков после релиза. В обзоре для NME Софи Уильямс описала песню как «мелодический диалог, отвечающий на безудержные слухи», отметив, что она «представляет Гранде в её истинной форме: как несовершенного, но честного человека, стремящегося взять контроль над своей историей и двигаться вперёд». Анна Гака из Pitchfork назвала трек «лёгким танцевальным шифтом с несколькими колкими словами для критиков» и предположила, что его название, заимствованное из театрального выражения, является ответом на критику по поводу продолжающихся отношений Гранде с её коллегой по мюзиклу «Злая» Итаном Слейтером.
Амрит Вирди из Clash отметил: «В „Yes, And?“ её контролируемые гармонии и фальцетные ноты переплетаются с танцевальными брейками, а многослойная аранжировка усиливает импровизационные вставки ближе к концу трека. А припев невероятно запоминающийся — это точно то, что я могу представить звучащим и востребованным в клубах». Хелен Браун из The Independent написала, что голос певицы «приобретает сладкий, лёгкий, мерцающий оттенок» и звучит «мягко и ненавязчиво». Она также обратила внимание на «формулу „Vogue“ в структуре трека» с элементами «речитатива, звучащего колокола и хлопков в ладоши».
Некоторые музыкальные критики сравнили песню с атмосферой альбома Бейонсе Renaissance (2022), особенно с его лид-синглом «Break My Soul». В обзоре для Vulture Куинн Морленд написала, что «трек использует лёгкий диско-ритм, дополненный искрящимися каскадными синтезаторными линиями, которые, вероятно, будут доминировать в поп-музыке после Renaissance». Лаура Снейпс из The Guardian похвалила «непреодолимо искрящуюся и гибкую» аранжировку, с «сознательным эхом „Vogue“ Мадонны, столь же восхитительным, как запретный пончик», назвав трек «знаком того, что мейнстримный поп в пост-Renaissance эпоху принимает хаус в его чистейшем виде».

## Чарты
| Чарты (2024)                               | Высшая позиция |
| ------------------------------------------ | -------------- |
| Аргентина (Argentina Hot 100)              | 61             |
| Австралия (ARIA)                           | 2              |
| Австрия (Ö3 Austria Top 40)                | 3              |
| Беларусь (TopHit)                          | 2              |
| Бельгия/Фландрия (Ultratop 50)             | 6              |
| Бельгия/Валлония (Ultratop 50)             | 5              |
| Бразилия (Hot 100 Airplay)                 | 13             |
| Болгария (PROPHON)                         | 5              |
| Канада (Billboard Canadian Hot 100)        | 1              |
| Канада (Billboard AC)                      | 19             |
| Канада (Billboard CHR/Top 40)              | 6              |
| Канада (Billboard Hot AC)                  | 12             |
| Чили (Monitor Latino)                      | 6              |
| СНГ (TopHit)                               | 5              |
| Коста-Рика (Monitor Latino)                | 8              |
| Хорватия (HRT)                             | 1              |
| Чехия (Singles Digitál Top 100)            | 17             |
| Дания (Tracklisten)                        | 9              |
| Сальвадор (Monitor Latino)                 | 8              |
| Эстония (TopHit)                           | 3              |
| Финляндия (Suomen virallinen lista)        | 20             |
| Франция (SNEP)                             | 4              |
| Германия (GfK)                             | 8              |
| Мир (Billboard Global 200)                 | 1              |
| Греция (IFPI)                              | 1              |
| Гондурас (Monitor Latino)                  | 9              |
| Гонконг (Billboard)                        | 14             |
| Венгрия (Single Top 40)                    | 13             |
| Исландия (Tónlistinn)                      | 5              |
| Индия (IMI)                                | 18             |
| Ирландия (IRMA)                            | 2              |
| Израиль (Media Forest)                     | 1              |
| Италия (FIMI)                              | 19             |
| Япония (Billboard Japan Hot 100)           | 35             |
| Казахстан (TopHit)                         | 7              |
| Латвия (LAIPA)                             | 1              |
| Ливан (Lebanese Top 20)                    | 3              |
| Литва (AGATA)                              | 1              |
| Люксембург (Billboard)                     | 5              |
| Малайзия (RIM)                             | 2              |
| MENA (IFPI)                                | 4              |
| Мексика (Billboard)                        | 25             |
| Молдова (TopHit)                           | 134            |
| Нидерланды (Dutch Top 40)                  | 5              |
| Нидерланды (Single Top 100)                | 2              |
| Новая Зеландия (Recorded Music NZ)         | 3              |
| Нигерия (TurnTable Top 100)                | 30             |
| Норвегия (VG-lista)                        | 4              |
| Панама (Monitor Latino)                    | 6              |
| Панама (PRODUCE)                           | 30             |
| Парагвай (Monitor Latino)                  | 5              |
| Перу (Billboard)                           | 17             |
| Филиппины (Billboard)                      | 2              |
| Польша (Polish Streaming Top 100)          | 6              |
| Португалия (AFP)                           | 2              |
| Пуэрто-Рико (Monitor Latino)               | 5              |
| Румыния Airplay (TopHit)                   | 128            |
| Россия (TopHit)                            | 5              |
| Саудовская Аравия (IFPI)                   | 10             |
| Сингапур (RIAS)                            | 1              |
| Словакия (Rádio — Top 100)                 | 22             |
| Словакия (Singles Digitál Top 100)         | 10             |
| ЮАР (Billboard)                            | 17             |
| Республика Корея (Circle)                  | 130            |
| Испания (PROMUSICAE)                       | 13             |
| Суринам (Nationale Top 40)                 | 13             |
| Швеция (Sverigetopplistan)                 | 6              |
| Швейцария (Schweizer Hitparade)            | 1              |
| Китайская Республика (Billboard)           | 16             |
| ОАЭ (IFPI)                                 | 1              |
| Великобритания (OCC UK Singles)            | 2              |
| Украина (TopHit)                           | 38             |
| Уругвай (Monitor Latino)                   | 13             |
| США (Billboard Hot 100)                    | 1              |
| США (Billboard Adult Contemporary)         | 23             |
| США (Billboard Adult Pop Airplay)          | 9              |
| США (Billboard Hot Dance/Electronic Songs) | 1              |
| США (Billboard Pop Airplay)                | 10             |
| США (Billboard Rhythmic)                   | 26             |
| Венесуэла (Record Report)                  | 31             |

| Чарты (2024)              | Наивысшая позиция |
| ------------------------- | ----------------- |
| Беларусь (TopHit)         | 11                |
| СНГ (TopHit)              | 7                 |
| Эстония (TopHit)          | 5                 |
| Казахстан (TopHit)        | 8                 |
| Латвия (TopHit)           | 34                |
| Литва (TopHit)            | 1                 |
| Парагвай (SGP)            | 14                |
| Россия (TopHit)           | 8                 |
| Республика Корея (Circle) | 178               |
| Украина (TopHit)          | 47                |

## Сертификации
| Регион | Сертификация  | Продажи   |
| --- | ------------- | --------- |
| Бельгия (BEA) | Золотой       | 20 000    |
| Бразилия (ABPD) | 3× Платиновый | 120 000   |
| Канада (Music Canada) | Платиновый    | 80 000    |
| Франция (SNEP) | Золотой       | 100 000   |
| Венгрия (Mahasz) | Золотой       | 2000      |
| Италия (FIMI) | Золотой       | 50 000    |
| Новая Зеландия (RMNZ) | Золотой       | 15 000    |
| Норвегия (IFPI Norway) | Золотой       | 30 000    |
| Польша (ZPAV) | Платиновый    | 50 000    |
| Португалия (AFP) | Золотой       | 5000      |
| Испания (PROMUSICAE) | Золотой       | 30 000    |
| Швейцария (IFPI Switzerland) | Золотой       | 15 000    |
| Великобритания (BPI) | Золотой       | 400 000   |
| США (RIAA) | Платиновый    | 1 000 000 |
| Стриминг |               |           |
| Центральная Америка (CFC) | Золотой       | 3 500 000 |
| Данные о продажах + прослушиваниях приведены только на основе сертификации. · Данные только о прослушиваниях приведены на основе сертификации. |               |           |

## Награды и номинации
| Премия                 | Год  | Категория                         | Результат | Прим.   |
| ---------------------- | ---- | --------------------------------- | --------- | ------- |
| Kids’ Choice Awards    | 2024 | Любимая песня                     | Номинация | [ 128 ] |
| Weibo Music Awards     | 2024 | Песня года                        | Номинация | [ 129 ] |
| Billboard Music Awards | 2024 | Лучшая танцевальная/электро песня | Номинация | [ 130 ] |
| Грэмми                 | 2025 | Лучшая танцевальная поп-запись    | Номинация | [ 131 ] |

## История релиза
| Регион         | Дата           | Формат                       | Версии   | Лейбл                               | Прим.   |
| -------------- | -------------- | ---------------------------- | -------- | ----------------------------------- | ------- |
| Мир            | 12 января 2024 | Цифровое скачивание стриминг | Оригинал | Republic                            | [ 132 ] |
| США            | 15 января 2024 | CD                           | Оригинал | Republic                            | [ 133 ] |
| Великобритания | 15 января 2024 | CD                           | Оригинал | Island                              | [ 134 ] |
| Мир            | 19 января 2024 | Цифровое скачивание стриминг | Оригинал | Republic                            |         |
| Колумбия       | 19 января 2024 | Contemporary hit radio       | Оригинал | Universal Music Latin Entertainment |         |